# 中華人民共和國社區矯治法
中華人民共和國社區矯治法是中華人民共和國一部有關社區矯治的法律，該法律於2019年12月28日经十三届全国人大常委会第十五次会议表决通过，同年7月1日該法律正式施行。該法律規定罪行较轻微的服刑人员可以在判决所确定的期限内置于社区内，由司法行政机关进行监督管理。因此社區矯治是是一種非监禁刑法执行活动。